# 荒井洋明
荒井 洋明（あらい ひろあき、1983年8月3日 - ）は、日本のミキシング・エンジニア・ソングライター・編曲家。シグナルP、Diosといった名義も用いており、現在は、それらをつなげたDios/シグナルP名義での活動を主としている。

## 概要
東京スクールオブミュージック専門学校在学中にプロの音楽家としてデビュー。その後はフリーランスの作曲家、編曲家、ミキシング・エンジニアとして活動、玉置成実の「Realize」（作曲は同校先輩の大谷靖夫）の編曲など他歌手の楽曲も手掛けている。
また、2007年の12月末に歌声合成ソフト鏡音リン・レンを導入、当初は仮歌に使用する目的で購入したものであったが、動画投稿サイトニコニコ動画にて鏡音リン・レンを用いたオリジナル楽曲を発表するようになり、「伝説のリン廃」「鏡音リン・レンマスター」として知られるようになった。シグナルPという別名はニコニコ動画におけるデビュー作品「リンリンシグナル」が由来（Pはプロデューサーの略）でユーザーにより付けられた愛称で、また従来のシグナルPとしての活動とは異なる作風路線を開拓するため、「Dios」という名義も使用している。2011年にはEXIT TUNESより『EXIT TUNES PRESENTS THE BEST OF Dios/シグナルP』をリリース、VOCALOIDプロデューサーとしてもメジャー・デビューした。

## 商業作品（Dios、シグナルP名義のもの）
- EXIT TUNESから発売された作品の販売元は全てポニーキャニオン。

### CD
- 『EXIT TUNES PRESENTS THE BEST OF Dios/シグナルP』（EXIT TUNES、2011年9月21日発売）
  - 「Dios/シグナルP feat. 鏡音リン・レン・GUMI・初音ミク・巡音ルカ・KAITO」名義で発売。ジャケットイラストレーターはたま。なお、発売元のクエイクは翌週にエグジットチューンズに社名変更したため、クエイクとしては同日にリリースした『EXIT TUNES PRESENTS Supernova 6』（荒井は不参加）と共に最後のリリース作品となった。

  1. エンクロージャー / Dios/シグナルP feat. 鏡音リン、鏡音レン
  2. 革命 / Dios/シグナルP feat. 巡音ルカ
  3. リンリンシグナル / Dios/シグナルP feat. 鏡音リン、鏡音レン
  4. UNBALANCE / Dios/シグナルP feat. 鏡音リン
  5. サンドリヨン / Dios/シグナルP feat. 初音ミク、KAITO
  6. ラ・ピュセル / Dios/シグナルP feat. 巡音ルカ
  7. トロピカル・サマー / Dios/シグナルP feat. GUMI
  8. twinkle our days -Digi mix- / Dios/シグナルP feat. 鏡音リン
  9. Transmit / Dios/シグナルP feat. 鏡音リン
  10. 会いたい / Dios/シグナルP feat. GUMI
  11. Sigh / Dios/シグナルP feat. 鏡音レン
  12. TABOO / Dios/シグナルP feat. 初音ミク
  13. CHU！して！ / Dios/シグナルP feat. 鏡音リン
  14. ラビリンス / Dios/シグナルP feat. 鏡音リン
  15. Brand-new Step / Dios/シグナルP feat. GUMI
  16. サンドリヨン / Dios/シグナルP feat. 赤飯、Mayumi Morinaga
  17. 会いたい / Dios/シグナルP feat. Mayumi Morinaga

  - 作詞
    - Dios/シグナルP（#1、#3、#4、#7、#9）
    - Shino（#1、#4、#8、#14）
    - もっちりオヤジ（#2、#12）
    - orange（#5、#6、#16）
    - Deadman（#10、#17）
    - 花束P（#11）
    - 結月（#13）
    - Kaya（#15）

  - 作曲・編曲 - Dios/シグナルP（全曲）

### 配信
いずれも鏡音リン・レンの発売元クリプトン・フューチャー・メディアのレーベル「KarenT」より発売。
- 『SIGNALOID BOX』（KarenT、2009年3月11日発売）
  1. CHU! して!(feat. 鏡音リン)
  2. Time & Space(feat. 鏡音リン)
  3. ライバル(feat. 鏡音リン)
  4. 怪盗KAITO～今宵も君を求めて～(feat. KAITO)
  5. ひまわり(feat. 初音ミク & 鏡音リン)
  6. 音のリズム♪(feat. 初音ミク、鏡音リン・レン & KAITO)
  7. サンドリヨン(feat. 初音ミク & KAITO)
  8. repeated Regret(feat. 鏡音リン)
  9. ファミリンコンピューター(feat. 鏡音リン)
  10. Overcome(feat. 鏡音レン)
  11. 想いをこめて(feat. 初音ミク & KAITO)
  12. Transmit(feat. 鏡音リン)
  13. 桜舞う日(feat. 初音ミク)
  14. リンリンシグナル(feat. 鏡音リン・レン)

- 『DigiStyling』（KarenT、2011年8月3日発売）
  1. Rise (feat. メグッポイド)
  2. UNBALANCE (feat. 鏡音リン)
  3. twinkle our days -Digi mix- (feat. 鏡音リン)
  4. 会いたい -GUMI Ver.- (feat. メグッポイド)
  5. カーニバル (feat. 初音ミク)
  6. ラ・ピュセル (feat. 巡音ルカ)
  7. Transient snow (feat. 鏡音リン)
  8. PHANTOM (feat. 鏡音リン)
  9. キミボシ -Birthday mix- (feat. メグッポイド)
  10. Just Be Friends -Punk Ballade mix- (feat. 巡音ルカ)

- 『EXIT TUNES PRESENTS THE BEST OF Dios/シグナルP』（KARENT、2012年8月10日発売）
  - メジャーデビューアルバムのKARENT配信。前述。

- 『ReRections』（CFM、2015年2月25日発売）
  1. カウントダウン (feat. メグッポイド)
  2. トロピカル・サマー (feat. メグッポイド)
  3. エンクロージャー (feat. 鏡音リン&鏡音レン)
  4. 会いたい (feat. メグッポイド)
  5. UNBALANCE (feat. 鏡音リン)
  6. ラ・ピュセル (feat. 巡音ルカ)
  7. ラビリンス (feat. 鏡音リン)
  8. TABOO (feat. 初音ミク)
  9. 革命 (feat. 巡音ルカ)
  10. twinkle our days (feat. 鏡音リン)
  11. Transmit (feat. 鏡音リン)
  12. アドレサンス (feat. 鏡音リン&鏡音レン)
  13. サンドリヨン (feat. 初音ミク&KAITO)
  14. CHU!して! (feat. 鏡音リン)
  15. ライバル (feat. 鏡音リン)
  16. Time & Space (feat. 鏡音リン)
  17. リンリンシグナル (feat. 鏡音リン&鏡音レン)

- 『イエローダイヤモンド』（CFM、2018年1月17日発売）
  1. アンビギュアスジャッジメント (feat. 鏡音リン)
  2. LaLaLa♪ラブマジック (feat. 鏡音リン)
  3. Rebellious stage -Full Ver.- (feat. 鏡音リン)
  4. 今だけは… (feat. 鏡音レン&鏡音リン)
  5. rainy x rainy (feat. 鏡音リン)
  6. 青色メモリー (feat. 鏡音レン)
  7. ロスト イン ジャングル (feat. 鏡音リン)
  8. イエローダイヤモンド (feat. 鏡音リン&鏡音レン)

- 『Junk in the Heart』（CFM、2019年1月23日発売）
  1. ローディル (feat. 紲星あかり)
  2. Wandering Days (feat. 初音ミク)
  3. カタストロフ (feat. 初音ミク&KAITO)
  4. True or Lie (feat. flower)
  5. チェインゲーム (feat. 鏡音リン&鏡音レン)
  6. ロス トイ ンジャングル (feat. 初音ミク)
  7. アドレサンス 10th Anniversary (feat. 鏡音リン&鏡音レン)
  8. 春時雨 (feat. 初音ミク)

- 『Bal Masque』（2022年12月21日発売）
  1. left alone (feat. 初音ミク)
  2. Just a moment (feat. 鏡音リン)
  3. 夕暮れ、トタン屋根の下で。 (feat. すずきつづみ)
  4. サンドリヨン 10th Anniversary (feat. 初音ミク&KAITO)
  5. 怪人 (feat. KAITO&MEIKO)
  6. WINTER～雨が雪に変わるまで～ (feat. 初音ミク)
  7. Innnocent wish (feat. 初音ミク)
  8. prologue (feat. 鏡音レン)

- 『ダブルディスタン』（twinkledisc、2023年8月19日発売）
  1. ダブルディスタン

### 楽曲提供・参加作品
- 『Realize』（ソニー・ミュージック・レコーズ、2003年7月24日発売）
  - 玉置成実の2枚目のシングル。タイトル曲「Realize」の編曲を大谷靖夫との共同で担当。
  - 同楽曲はTVアニメ『機動戦士ガンダムSEED』の第4期OPテーマ。
- 『Prism』（Peertone、2009年6月10日発売）
  - 鏡音リン・レンのサンプリング音声を担当した声優下田麻美による、鏡音リン・レンを用いて発表された人気楽曲のカバーアルバム。「ライバル」「リンリンシグナル」を提供。また、書き下ろしのタイトル曲「Prism」の作曲・編曲を担当[2]。
- 『EXIT TUNES PRESENTS Vocalostar feat.初音ミク』（EXIT TUNES、2009年6月17日発売）
  - EXIT TUNESボカロコンピシリーズの2作目。「サンドリヨン(Cendrillon)」を提供。
- 『EXIT TUNES PRESENTS 神曲を歌ってみた』（EXIT TUNES、2009年10月7日発売）
  - ネット上で人気の歌い手たちによる楽曲を収録したコンピレーション・アルバム。
  - 「サンドリヨン」を提供。歌い手はぽこた&花たん。
- 『EXIT TUNES PRESENTS Supernova』（EXIT TUNES、2009年12月2日発売）
  - ネットで人気のミュージシャンの楽曲を収録したコンピレーション・アルバム。
  - 「twinkle our days」を提供。
- 『VL-SCRAMBLE』（キングレコード、2010年3月24日発売）
  - VOCALOIDを用いた楽曲を収録したコンピレーション・アルバム。
  - 「UNBALANCE feat.鏡音リン」を提供。
- 『EXIT TUNES PRESENTS SUPER PRODUCERS BEAT MIXED BY Ryu☆』（EXIT TUNES、2010年4月7日発売）
  - Ryu☆（中原龍太郎）によるリミックスアルバム。「サンドリヨン」を提供。
- 『もっとおかわり、リン・レン ルカ』（セガ、2010年7月1日発売）
  - PlayStation Portable用リズムアクションゲーム『初音ミク -Project DIVA-』の追加ダウンロードコンテンツ。ゲーム内に使用される曲として「Transmit」を提供。
- 『MOMO-i REMIXIES AKIHABA LOVE』（AKIHABA LOVE RECORDS、2010年7月7日発売）
  - 桃井はるこのリミックスアルバム。
  - 「ルミカ-Powerful Lumica edit」のリミックスを担当。
- 『VOCALOID LOVESONGS Girls Side』（MOER、2010年9月22日発売）
  - VOCALOIDを用いた楽曲を収録したコンピレーション・アルバム。
  - 「リンリンシグナル」を提供。
- 『VOCALO LOVERS feat.初音ミク』（ドリーミュージック、2011年3月2日発売）
  - VOCALOIDを用いた恋愛をテーマにした曲を収録したコンピレーション・アルバム。
  - 「UNBALANCE」を提供。
- 『Digital Trax presents VOCALO★POPS BEST feat. 初音ミク』（avex trax、2011年3月9日発売）
  - VOCALOIDを用いたポップスを集めたベストアルバム。「サンドリヨン」を提供。
- 『EXIT TUNES PRESENTS GUMism from Megpoid』（EXIT TUNES、2011年3月16日発売）
  - Megpoidを用いた楽曲を集めたコンピレーション・アルバム。
  - 「会いたい」を提供。
- 『初音ミクVision』（ポニーキャニオン、2011年7月20日）
  - VOCALOID関連作品のPV集。GlassCore feat. MTRAによる「アドレサンス」のPVを収録。
- 『Digital Trax presents VOCALO★TRANCE BEST』（avex trax、2011年10月5日発売）
  - VOCALOID曲のトランスアレンジを収録したアルバム。
  - 「サンドリヨン」を提供。歌い手は鋼兵とうさ。
- 『初音ミク-Project DIVA- extend Complete Collection』（ソニー・ミュージックダイレクト、2011年11月9日発売）
  - ゲームソフト『初音ミク -Project DIVA- extend』の公式コンピレーション・アルバム。
  - ゲームに提供した「リンリンシグナル」を収録。
- 『初音ミク -Project DIVA- extend』（セガ、2011年11月10日発売）
  - ゲーム内に使用される楽曲として「リンリンシグナル」を提供。
- 『Vocalo Vision feat.初音ミク』（ポニーキャニオン、2011年12月21日発売）
  - VOCALOID関連作品のPV集。御厨わたによる「エンクロージャー」のPVを収録。
- 『ボカロダンス〜ベスト・アゲ！トラックス〜feat.初音ミク』（EMIミュージック・ジャパン、2012年2月29日発売） 
  - VOCALOIDによるダンス系の楽曲を収録したコンピレーション・アルバム。「エンクロージャー」を提供。
- 『初音ミク and Future Stars Project mirai』（セガ、2012年3月8日発売）
  - ゲーム内に使用される楽曲として、40mPの「妄想スケッチ」で鏡音リン歌唱版のマニピュレートを担当。
- 『小室哲哉 meets VOCALOID』（avex trax、2012年3月28日発売）
  - VOCALOIDを用いた小室哲哉プロデュース曲のカバーアルバム。鏡音リンによる「I BELIEVE」を担当。
- 『EXIT TUNES PRESENTS Vocalogemini feat.鏡音リン、鏡音レン』（EXIT TUNES、2012年4月4日発売）
  - 鏡音リン・レンを用いた楽曲を収録したコンピレーション・アルバム。「リンリンシグナル」を提供。
- 『初音ミク 5thバースデー ベスト〜memories〜』（ソニー・ミュージックダイレクト、2012年8月1日発売） 
  - 初音ミク発売5周年を記念したベストアルバム。「サンドリヨン（Cendrillon）」を提供。
- 『ボカロ超ミックス39 feat. 初音ミク』（EMIミュージック・ジャパン、2012年9月26日発売）
  - VOCALOIDを用いた楽曲をノンストップ・ミックスしたコンピレーション・アルバム。「リンリンシグナル」、「サンドリヨン」を提供。
- 『VOCALOID3 meets TRF』（avex trax、2013年3月27日発売）
  - VOCALOIDを用いたTRFのカバーアルバム。「BRAND NEW TOMORROW」を担当。
- 『Vivid Telepathy』（ワーナー・ブラザース・ホームエンターテイメント、2014年11月19日発売）
  - 玉置成実の24枚目のシングル。タイトル曲「Vivid Telepathy」の編曲を担当。
  - 同楽曲はTVアニメ『白銀の意思 アルジェヴォルン』の後期EDテーマ。
- 『2222』（2015年4月25日発売）
  - むすめん。の2枚目のアルバム。「マジカルステッキ☆」、「Last Regret」の作曲・編曲を担当。
- 『Secret』（2017年4月29日発売）
  - MeseMoa.の1枚目のアルバム。「今だけは…」、「Black Rose」の作曲・編曲を担当。
- 『ミルフィーユ』（2017年5月28日発売）
  - *ChocoLate Bomb!!の1枚目のアルバム。「青色メモリー」を提供。
  - また、「脳内妄想☆レボリューション」、「Good Night」の作曲・編曲を担当。
- 『It's Showtime!』（2019年1月29日発売）
  - MeseMoa.の2枚目のアルバム。「REi」の作曲・編曲を担当。